# ديفيد نايل ويلسون
ديفيد نايل ويلسون (بالإنجليزية: David Niall Wilson)‏ (1959، مقاطعة كلاي في الولايات المتحدة)؛ كاتب وروائي أمريكي.